# دنت دو چموس
دنت دو چموس (به لاتین: Dent du Chamois) یک کوه در سوئیس است که در کانتون فریبورگ واقع شده‌است. دنت دو چموس ۱٬۸۳۹ متر بالاتر از سطح دریا واقع شده‌است.